# Wilhelm August (książę Lüneburga-Harburga)
Wilhelm August (ur. 14 marca 1564, zm. 30 marca 1642) – książę Lüneburga-Harburga od 1603 z dynastii Welfów.

## Życiorys
Wilhelm August był najstarszym spośród synów księcia lüneburskiego na Harburgu Ottona oraz Jadwigi z Fryzji Wschodniej, którzy przeżyli śmierć ojca w 1603 r. Wraz z młodszym bratem Krzysztofem objął dziedzictwo w księstwie harburskim. Po śmierci Krzysztofa w 1606 r. rozpoczął współrządy z kolejnym bratem Ottonem, który zmarł w 1641 r. W 1630 r. wraz z bratem sprzedali swoje roszczenia do tronu księstwa brunszwickiego w zamian za pokrycie swych długów. Nie ożenił się, zmarł bezdzietnie, a Harburg po jego śmierci przypadł książętom Brunszwiku i Lüneburga.